# Bruce Payne
Bruce Martyn Payne (Woking, 22 novembre 1958) è un attore inglese, noto soprattutto per aver interpretato il ruolo del terrorista Charles Rane nel film d'azione Passenger 57 - Terrore ad alta quota (1992) e del malvagio Damodar nei film Dungeons & Dragons - Che il gioco abbia inizio (2000) e Dungeons & Dragons 2: Wrath of the Dragon God (2005).

## Biografia
Payne è nato il 31 luglio 1958 a Woking, nella contea del Surrey. Dopo le scuole ha studiato recitazione al National Youth Theatre ed in seguito è stato ammesso al prestigioso Royal Academy of Dramatic Art. Ha iniziato la carriera prendendo parte a molti spettacoli teatrali, avendo modo di collaborare con diversi attori, come Steven Berkoff e molti altri.

## Carriera
Una volta arrivato negli Usa, Payne ha lavorato in tantissimi film tra i quali si segnalano La fortezza (1983), di Michael Mann, I guerrieri del sole (1986), Dio salvi la regina (1988) con Denzel Washington e la commedia Mostriciattoli (1991), ma nel 1992 interpretò il suo ruolo più famoso: il terrorista Charles Rane nel film d'azione Passenger 57 - Terrore ad alta quota (1992) con Wesley Snipes; in seguito recita in altre pellicole spesso d'azione e di fantascienza tra i quali spiccano Necronomicon del 1993, il film d'azione Faccia da bastardo del 1995, è il protagonista del film d'azione Aurora: operation intercept sempre del 1995, il thriller d'azione Scacco all'organizzazione del 1996 con Hilary Swank, mentre nel nuovo millennio appare in Highlander: Endgame (2000) dove è l'antagonista Jacob Kell, Dungeons & Dragons - Che il gioco abbia inizio (2000) dove interpreta il malvagio Damodar, Ripper - Lettera dall'inferno (2001), il film d'azione Riders - Amici per la morte (2002) con Natasha Henstridge, il seguito di Dungeons & Dragons 2: Wrath of the Dragon God (2005), l'action Getaway - Via di fuga (2013) con Ethan Hawke, Creators - The Past (2019).

## Filmografia parziale

### Cinema
- La fortezza (The Keep), regia di Michael Mann (1983)
- Oxford University (Oxford Blues), regia di Robert Boris (1984)
- I guerrieri del sole (Solarbabies), regia di Alan Johnson (1986)
- Dio salvi la regina (For Queen & Country), regia di Martin Stellman (1988)
- Mostriciattoli (Howling VI: The Freaks), regia di Hope Perello (1991)
- Nei panni di una bionda (Switch), regia di Blake Edwards (1991)
- Passenger 57 - Terrore ad alta quota (Passenger 57), regia di Kevin Hooks (1992)
- Necronomicon, regia di Christophe Gans, Shûsuke Kaneko e Brian Yuzna (1993)
- Faccia da bastardo (One Tough Bastard), regia di Kurt Wimmer (1995)
- Aurora: operation intercept, regia di Paul Levine (1995)
- Scacco all'organizzazione (Kounterfeit), regia di John Asher (1996)
- Highlander: Endgame, regia di Douglas Aarniokoski (2000)
- Dungeons & Dragons - Che il gioco abbia inizio (Dungeons & Dragons), regia di Courtney Solomon (2000)
- Ripper - Lettera dall'inferno (Ripper), regia di John Eyres (2001)
- Riders - Amici per la morte (Riders), regia di Gérard Pirès (2002)
- Messages, regia di David Fairman (2007)
- Getaway - Via di fuga (Getaway), regia di Courtney Solomon (2013)
- Acid Pit Stop, regia di Jason Wright (2018)
- Creators - The Past, regia di Piergiuseppe Zaia (2019)

### Televisione
- West, regia di John Frankau - film TV (1984)
- Cleopatra – miniserie TV, 2 episodi (1999)
- La Femme Nikita - serie TV, episodi 2, 3, 4 stagione 2 (1999)
- San Giovanni - L'apocalisse, regia di Raffaele Mertes - film TV (2000)
- Dungeons & Dragons 2: Wrath of the Dragon God (Dungeons & Dragons: Wrath of the Dragon God), regia di Gerry Lively - film TV (2005)

## Doppiatori italiani
Nelle versioni in italiano delle opere in cui ha recitato, Bruce Payne è stato doppiato da:
- Paolo Buglioni ne I guerrieri del sole
- Luca Biagini in Passenger 57 - Terrore ad alta quota
- Luca Violini in Giorni di fuoco
- Romano Malaspina in Cleopatra
- Roberto Draghetti in Highlander: Endgame
- Rodolfo Bianchi in Dungeons & Dragons - Che il gioco abbia inizio
- Sergio Di Stefano in Ripper - Lettera dall'inferno
- Massimo Lodolo in San Giovanni - L'apocalisse
- Carlo Marini in Riders - Amici per la morte
- Luca Ward in Creators - The Past